# Lobelia pedunculata
Lobelia pedunculata är en klockväxtart som beskrevs av Robert Brown. Lobelia pedunculata ingår i släktet lobelior, och familjen klockväxter. Inga underarter finns listade i Catalogue of Life.

## Bildgalleri

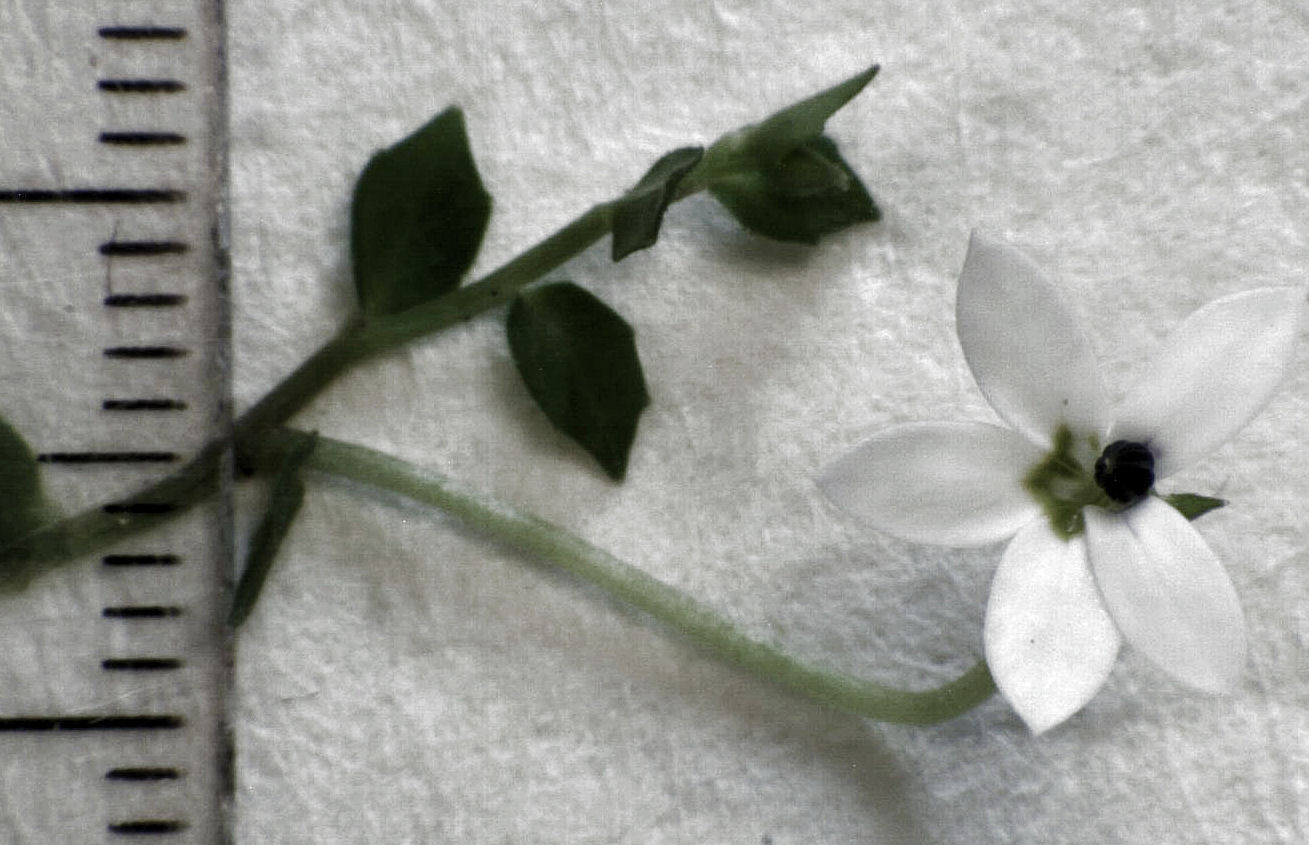
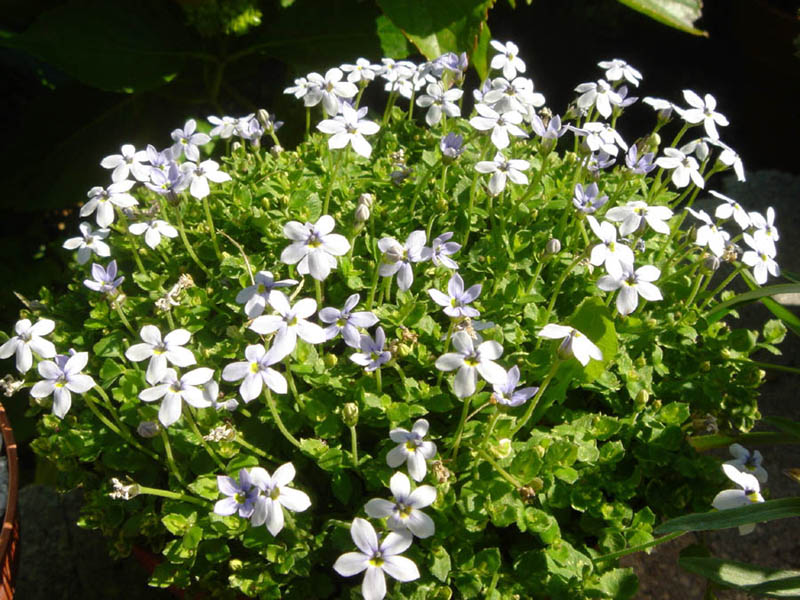
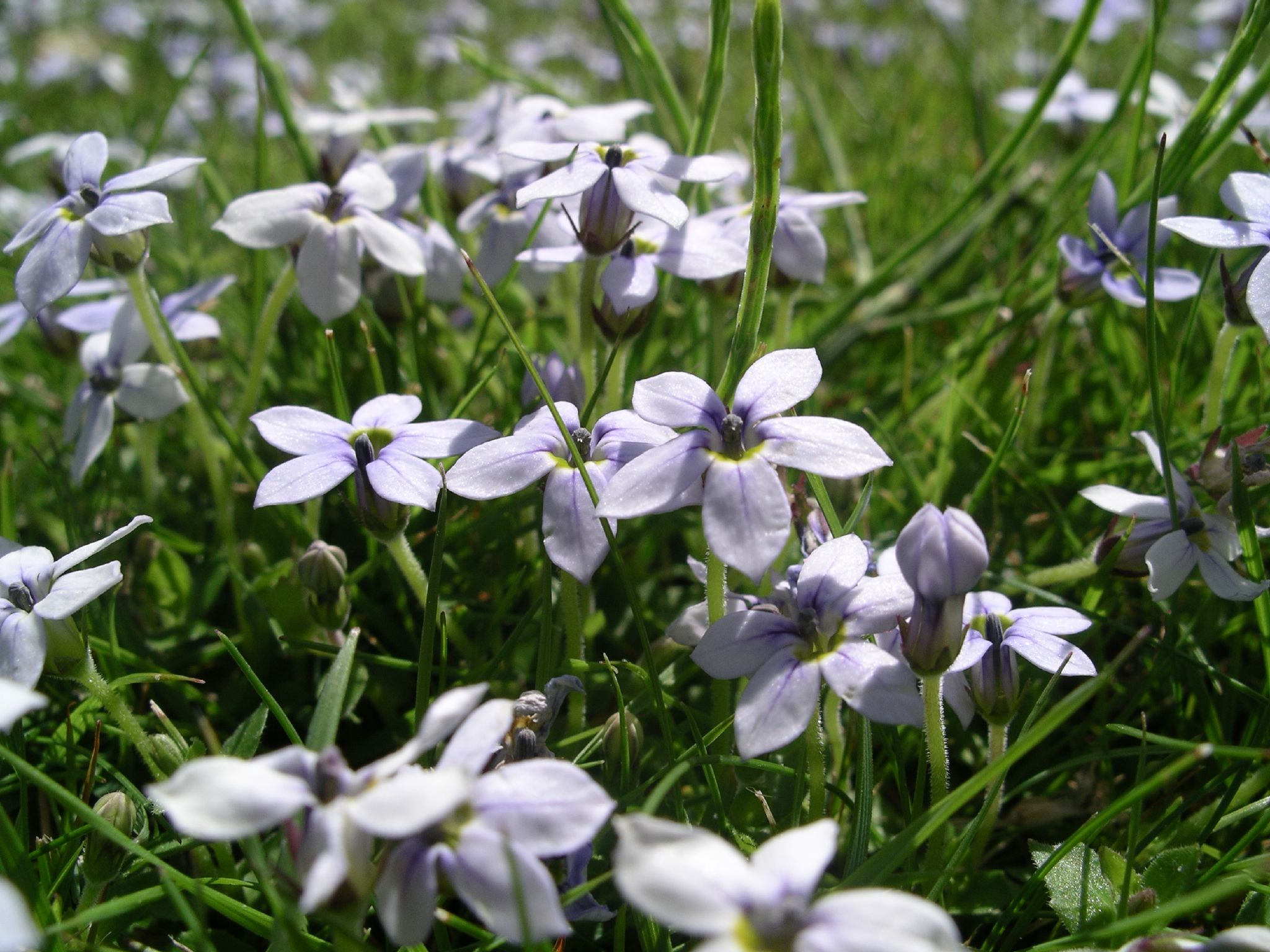